# Catch (forme musicale)
 (février 2011).
Si vous disposez d'ouvrages ou d'articles de référence ou si vous connaissez des sites web de qualité traitant du thème abordé ici, merci de compléter l'article en donnant les références utiles à sa vérifiabilité et en les liant à la section « Notes et références ».
Le catch est une forme de musique vocale anglaise apparue à la fin du XVIe siècle et populaire jusqu’à la fin du XVIIIe siècle.
Sur le plan de l’écriture, le catch adopte la texture contrapuntique du round (en) dans des compositions allant de 3 ou 4 parties en règle générale à 8 ou 10 dans des cas exceptionnels. 
Pratiqué dès ses origines par des barytons amateurs chantant en voix de fausset afin de couvrir un ambitus de près de deux octaves, il fait exclusivement appel à des interprètes masculins, initialement des pères de familles lassés de leurs responsabilités conjugales et désireux de se réunir à l’écart du foyer. Aussi le catch se distingue-t-il du round ou d’autres genres vocaux tels que le glee par le caractère humoristique, voire grivois des textes qu’il emploie, ainsi que par le jeu consistant à associer différentes phrases ou parties vocales afin de provoquer une incongruité textuelle. 
La boisson, le tabac, et surtout les intrigues à caractère érotique comptent parmi les principaux thèmes de pièces dont la frivolité est soit directement contenue dans les paroles, soit révélée par l’astuce compositionnelle. Ainsi, Thomas Ravenscroft, Henry Purcell ou Thomas Arne se sont illustrés dans le catch par un grand raffinement polyphonique et prosodique particulier au genre. 
Au cours du XVIIIe siècle se forment dans les tavernes anglaises des clubs dédiés à l’exécution des catches, mais l’austérité croissante des mœurs aura raison d’une pratique supplantée par celle des glees aux thèmes plus tolérables, entrainant ainsi la disparition de techniques d’écriture idiosyncrasiques.